# 聖路易 (比那爾德里奧省)
22°16′58″N 83°46′5″W / 22.28278°N 83.76806°W

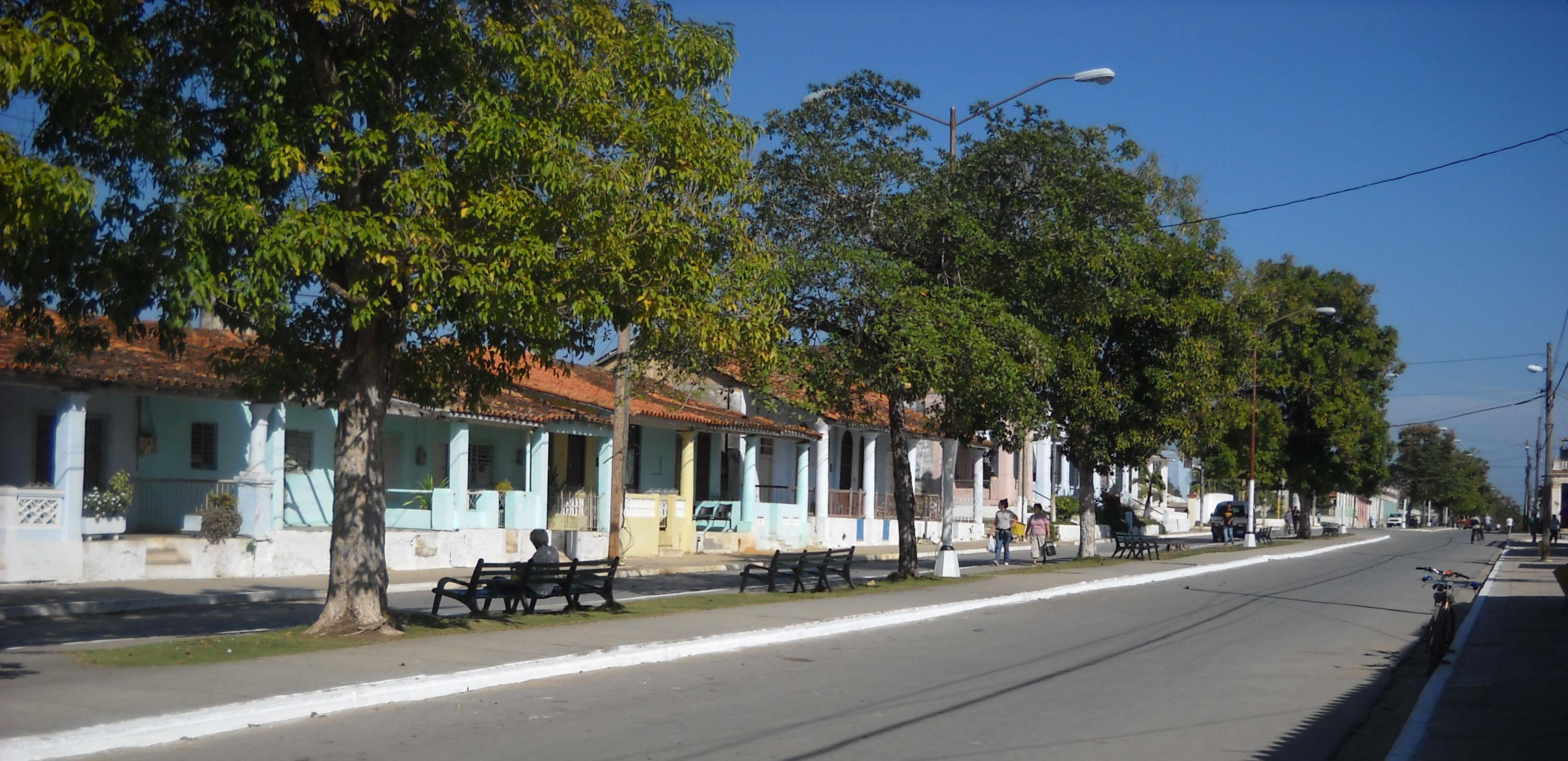

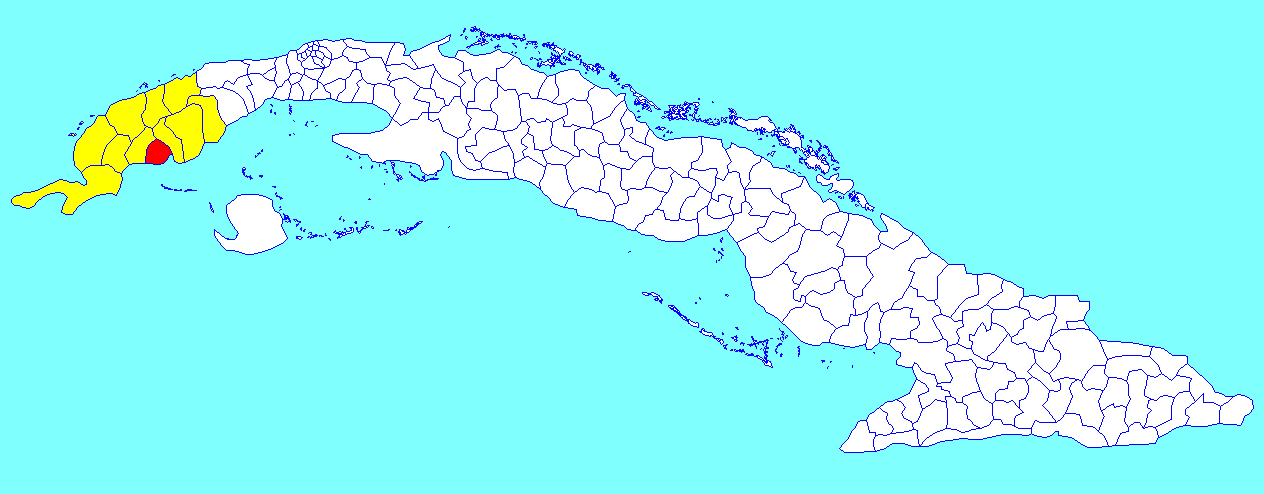

聖路易（西班牙語：San Luis），是古巴的城鎮，位於該國西部，由比那爾德里奧省負責管轄，始建於1827年，面積765平方公里，海拔高度25米，2004年人口34,085，人口密度每平方公里1,879人。